# Virgilio Ferreira
Virgilio Ferreira Romero (Atyrá, 28 de enero de 1973) es un exfutbolista paraguayo. Jugaba como delantero. Ostenta el récord de ser el máximo goleador histórico de Cerro Porteño con 96 goles en 229 partidos.

## Trayectoria

### Cerro Porteño
Virgilio Ferreira se destacó en Cerro Porteño de Paraguay, donde jugó entre 1989 y 1996, logrando cuatro títulos de liga. Durante su etapa en el club, marcó 56 goles entre 1993 y 1995. En total, anotó 60 goles en campeonatos de liga, 8 en el Torneo República, 5 en las eliminatorias de la Copa Libertadores, 16 en la Copa Libertadores y 7 en la Copa Mercosur. Entre 1989 y 1996, así como en su retorno en 2001-2002, sus principales víctimas fueron Guaraní y Sportivo Luqueño, a quienes les marcó 9 goles a cada uno. En el ranking de equipos a los que más goles les anotó, el Club Cerro Corá ocupa el tercer lugar con 7 goles, seguido por Olimpia con 6. A nivel internacional, su rendimiento ante el Sport Boys Association destaca con 3 goles: un doblete en Paraguay y uno más en Perú.
Ferreira es el máximo goleador de toda la historia del Cerro Porteño con 96 goles convertidos en 229 partidos disputados en total.

### Real Betis
En 1996, el Real Betis Balompié formalizó el fichaje del Ferreira por un traspaso que ascendió a 316 millones de pesetas (aproximadamente 2 millones de euros en la actualidad). La negociación se cerró en la madrugada del 11 al 12 de julio, y el jugador se trasladó a Sevilla esa misma tarde. El 17 de julio fue presentado oficialmente en el club, donde expresó su entusiasmo por llegar a la Primera División de España, destacando el reto que representaba este nuevo desafío y la importancia de responder a la confianza que el Betis depositó en él.
Su fichaje estuvo condicionado a la vuelta de Alfonso Pérez al Real Madrid, lo que permitió la llegada de Ferreira, quien firmó por siete años con el Betis. Su debut se produjo al día siguiente en el Estadio Benito Villamarín, donde demostró su calidad, incluso anotando un gol de chilena. No obstante, debido a la competencia en el equipo, su juventud e inexperiencia, y su deseo de ser convocado a la selección de fútbol de Paraguay para la Copa Mundial de la FIFA de 1998, se optó por su cesión a otro club con el fin de que adquiriera más experiencia.

### CF Extremadura
El CF Extremadura, recién ascendido a la Primera División de España en 1998, fue el club elegido para la cesión de Ferreira. Durante su estancia en el club marcó 2 goles en 32 partidos. En la temporada siguiente, en la Segunda División de España, jugó 4 partidos como titular.

### Recreativo de Huelva
En la temporada 1998-99, Ferreira jugó en el Real Club Recreativo de Huelva, disputando 29 partidos y anotando 4 goles, todavía en la categoría de Segunda División de España.

### Otros clubes en América y retiro
A lo largo de los años, Ferreira pasó por varios clubes en América. En la temporada 1999-2000 jugó en el Club América de la Primera División de México, luego retornó al Cerro Porteño en 2001. En 2003, se unió al Club Libertad, y posteriormente, a Liga de Quito, donde consiguió su último título importante: la Copa Pilsener de 2003, siendo uno de los máximos goleadores del torneo, con 7 goles en 6 meses. En 2004, fichó por The Strongest de la Primera División de Bolivia, y en 2005 retornó a su país para unirse al 12 de Octubre Football Club, donde jugó hasta su retiro en 2006, con 33 años.

## Selección nacional

### Absoluta
Ha sido internacional con la selección de fútbol de Paraguay. Debutó en un amistoso internacional el 3 de marzo de 1993 a los 20 años de edad, bajo la dirección del entonces seleccionador Sergio Markarián. En ese encuentro, el combinado albirrojo prevaleció de local ante Bolivia por la mínima diferencia (1-0). Ferreira jugó un total de 23 partidos, incluyendo amistosos, anotando 6 goles.

#### Participaciones en Eliminatorias al Mundial
| Eliminatoria                     | Resultado      | Partidos | Goles |
| -------------------------------- | -------------- | -------- | ----- |
| Eliminatorias Sudamericanas 1994 | No clasificado | 2        | 0     |
| Eliminatorias Sudamericanas 1998 | 3.er lugar     | 4        | 0     |
| Eliminatorias Sudamericanas 2002 | 4.º lugar      | 2        | 0     |

#### Participaciones en Copa América
| Torneo            | Sede     | Resultado        | Partidos | Goles | Asist. |
| ----------------- | -------- | ---------------- | -------- | ----- | ------ |
| Copa América 1993 | Ecuador  | Cuartos de final | 0        | 0     | 0      |
| Copa América 2001 | Colombia | Fase de grupos   | 3        | 2     | 0      |

## Clubes
| Club                 | País     | Año       |
| -------------------- | -------- | --------- |
| Cerro Porteño        | Paraguay | 1989-1996 |
| Real Betis Balompié  | España   | 1996      |
| CF Extremadura       | España   | 1997-1998 |
| Recreativo de Huelva | España   | 1998-1999 |
| Club América         | México   | 1999-2000 |
| Cerro Porteño        | Paraguay | 2001-2002 |
| Club Libertad        | Paraguay | 2003      |
| Liga de Quito        | Ecuador  | 2003      |
| The Strongest        | Bolivia  | 2004      |
| 12 de Octubre FC     | Paraguay | 2005-2006 |

## Palmarés

### Títulod nacionales
| Título           | Club          | País     | Año  |
| ---------------- | ------------- | -------- | ---- |
| Primera División | Cerro Porteño | Paraguay | 1990 |
| Torneo República | Cerro Porteño | Paraguay | 1991 |
| Primera División | Cerro Porteño | Paraguay | 1992 |
| Primera División | Cerro Porteño | Paraguay | 1994 |
| Torneo República | Cerro Porteño | Paraguay | 1995 |
| Primera División | Cerro Porteño | Paraguay | 2001 |
| Primera División | Liga de Quito | Ecuador  | 2003 |

### Distinciones individuales
| Distinción                                 | Año  |
| ------------------------------------------ | ---- |
| Máximo goleador histórico de Cerro Porteño | 2002 |